# 庫瓦拉
庫瓦拉是哥倫比亞的城鎮，位於該國東北部，由博亞卡省負責管轄，距離首府通哈561公里，始建於1962年5月20日，面積1,164平方公里，海拔高度286米，2005年人口6,462。

## 外部連結
- （西班牙文） Cubara official website

7°02′N 72°04′W / 7.033°N 72.067°W